# Эзинва, Осмонд
Осмонд Эзинва (англ. Osmond Ezinwa; 22 ноября 1971) — нигерийский легкоатлет, призёр Олимпийских игр. Брат-близнец легкоатлета Дэвидсона Эзинвы.
Осмонд Эзинва родился в 1971 году.  В 1992 на Олимпийских играх в Барселоне был запасным нигерийской сборной в эстафете 4×100 м. В 1996 году участвовал в Олимпийских играх в Атланте, но не завоевал медалей. В 1997 году стал серебряным призёром чемпионата мира.
В феврале 1996 года Осмонда и его брата отстранили от соревнований на три месяца за прием Эфедрина.